# Ferdinand de Saussure

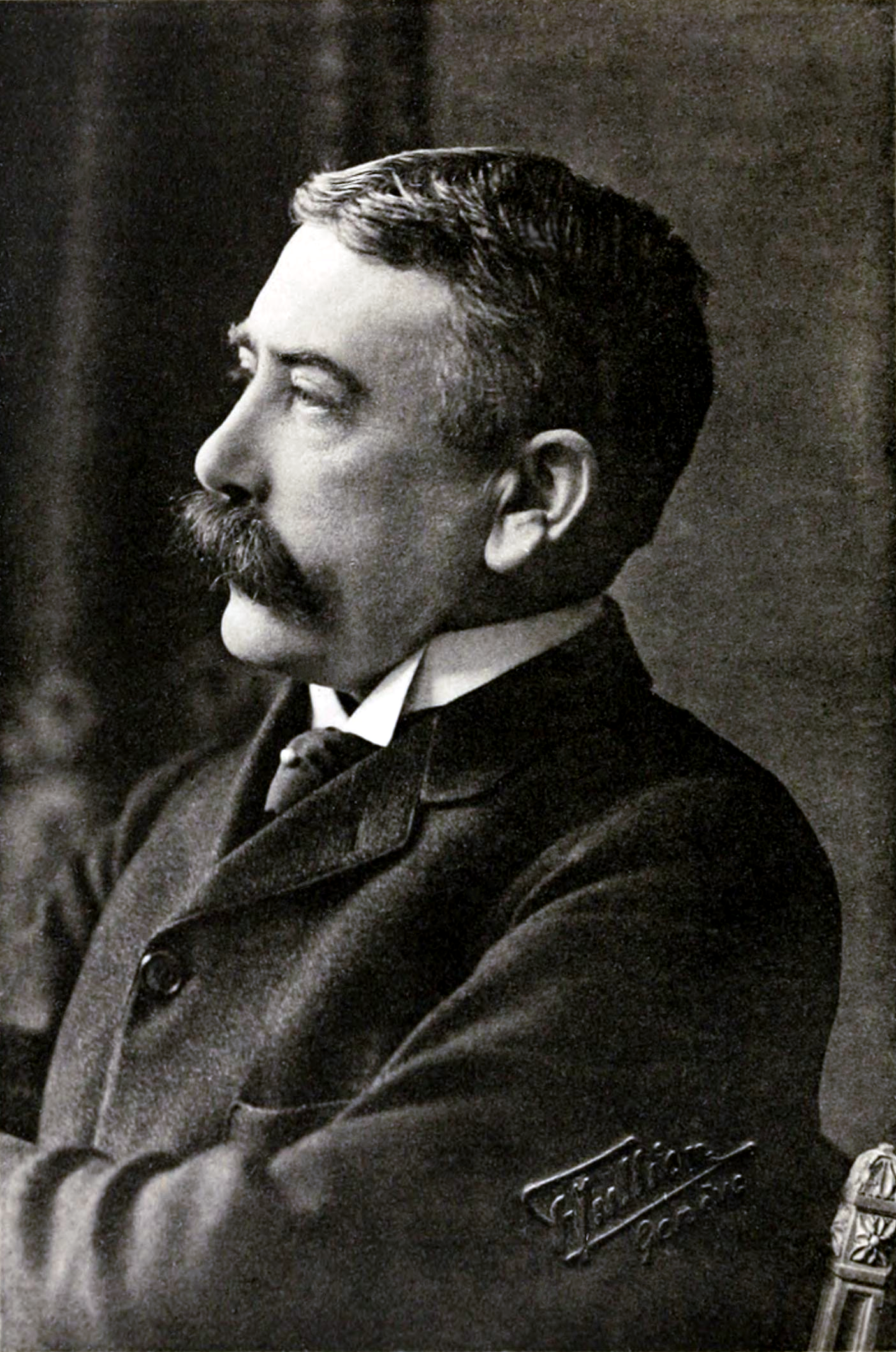
Ferdinand de Saussure

Ferdinand Mongin de Saussure (* 26. November 1857 in Genf; † 22. Februar 1913 auf Schloss Vufflens, Kanton Waadt, Schweiz) war ein Schweizer Sprachwissenschaftler. Er hat den sprachwissenschaftlichen Strukturalismus und die Entwicklung der Indogermanistik und der Semiotik im 20. Jahrhundert nachhaltig geprägt. 
Er gilt als „Autor ohne Buch“, veröffentlichte aber in jüngeren Jahren durchaus zwei selbständige Werke, wie im Dezember 1878 eine wohl weiter geplante Systematik der indoeuropäischen Vokale, die auf 268 Seiten dann aber nicht über das a hinausgeht (datiert auf 1879, vgl. unten Anmerkung 5), sowie 1881 seine Leipziger Dissertation zum absoluten Genitiv im Sanskrit. Dennoch ließen Mitschriften seiner Vorlesungen (Cours de linguistique générale) ihn zum „Begründer der modernen Linguistik“ werden. Außerdem liegen ca. 9.000 Seiten schriftlicher Nachlass vor, die bei weitem noch nicht ausgewertet sind.

## Leben

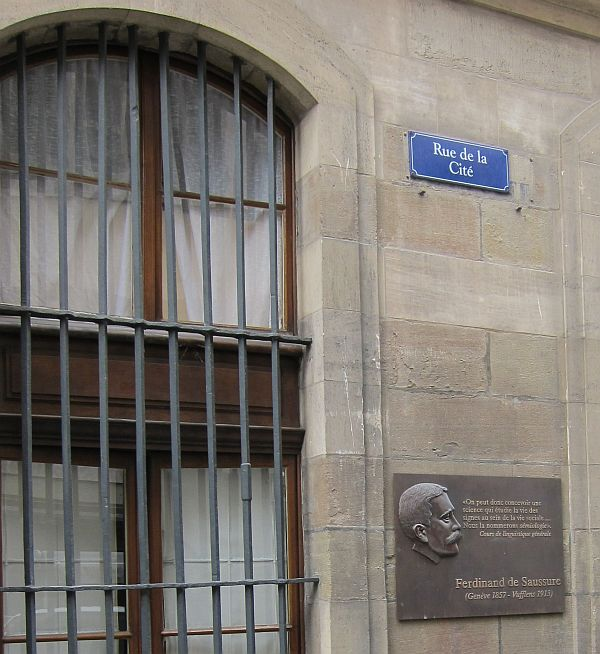
Tafel an Saussures Geburtshaus in Genf

Ferdinand de Saussure war der Sohn des Naturwissenschaftlers Henri de Saussure und der Louise Elisabeth de Pourtalès, Enkel von Nicolas Théodore de Saussure und Urenkel von Horace Bénédict de Saussure. Die Schriftstellerin und Pädagogin Albertine Necker de Saussure war seine Großtante. Seine Brüder waren der Sinologe Léopold de Saussure, der Mathematiker und Esperantist René de Saussure, der zeitweise wie er in Genf lehrte, und der Maler Horace de Saussure. 
Bereits mit 15 Jahren schickte de Saussure dem Sprachwissenschaftler Adolphe Pictet, dem Erfinder der linguistischen Paläontologie, einen Essai über die Wurzeln deutscher und griechischer Wörter. Auf Wunsch seines Vaters schrieb er sich 1875 zunächst an der naturwissenschaftlichen Fakultät der Universität Genf für Physik und Chemie ein, wandte sich aber bald der Sprachwissenschaft zu und wurde 1876 Mitglied der Société de Linguistique de Paris, die im Jahr darauf seine ersten Artikel veröffentlichte. Von 1876 bis 1880 studierte er vergleichende Grammatik und Indogermanistik an der Universität Leipzig, die damals das Zentrum der Junggrammatiker war. Zu seinen akademischen Lehrern gehörten August Leskien, Hermann Osthoff und Karl Brugmann. Das Wintersemester 1878/1879 verbrachte er in Berlin, wo er Vorlesungen von Hermann Oldenberg (Sanskrit) und Heinrich Zimmer (Keltisch) besuchte. Mit einer Arbeit zum Gebrauch des absoluten Genitivs im Sanskrit wurde de Saussure 1880 in Leipzig summa cum laude promoviert.
Nach einer Forschungsreise nach Ostpreußen und Litauen ließ er sich Ende 1880 in Paris nieder, wo er seine Studien an der École pratique des hautes études (EPHE) und der Sorbonne (u. a. bei Michel Bréal, James Darmesteter, Gaston Paris) fortsetzte. Von 1881 bis 1891 unterrichtete Saussure selbst als Maître de conférences am Lehrstuhl für vergleichende Grammatik an der EPHE, den Michel Bréal innehatte. Dort hielt er insbesondere Lehrveranstaltungen zum Gotischen, Althochdeutschen und Altnordischen, später kamen auch Phonetik und Morphologie des Griechischen, Lateinischen sowie des Litauischen hinzu.
Ab 1891 war er außerordentlicher, ab 1896 ordentlicher Professor für Sanskrit und vergleichende Grammatik an der Universität Genf. In dieser Zeit widmete er sich zunehmend Studien zur germanischen Heldensage und zur lateinischen Versdichtung, in der er – ohne Erfolg – die Präsenz von Anagrammen nachzuweisen suchte. Im Jahr 1906 wurde die Denomination seines Lehrstuhls an der Universität Genf auf Allgemeine Linguistik erweitert. In drei Vorlesungen über allgemeine Sprachwissenschaft, die er von 1906 bis 1911 hielt, stellte er seine Grundideen vor, wie er sie vor allem in seiner Pariser Zeit entwickelt hatte. Aus seiner Vorlesungsreihe entstand der Cours de linguistique générale, der, nachdem Saussure plötzlich krank geworden und 1913 gestorben war, von Studenten, die seine Vorlesungen gehört und seine Ideen zur wissenschaftlichen Grundlegung der Sprachwissenschaft als wichtig eingeschätzt hatten, zusammengestellt und herausgegeben wurde.
Ferdinand de Saussure heiratete 1892 in Genf seine entfernte Verwandte Marie-Eugénie Faesch (1867–1950), Tochter des Schweizer Ingenieurs Jules Faesch (1833–1895). Durch seine Frau gelangte das Schloss Vufflens in den Besitz Ferdinand de Saussures und seiner Nachkommen. Sein Sohn Raymond de Saussure wurde Psychoanalytiker und war einer der wichtigsten Organisatoren der Psychoanalyse in der Westschweiz.
Der Asteroid (13580) de Saussure wurde 2010 nach ihm und seinem Urgrossvater Horace-Bénédict de Saussure benannt.

## Werk

### Vergleichende Sprachwissenschaft
Zu Lebzeiten trat Saussure ausschliesslich mit indogermanistischen Arbeiten zur vergleichenden Sprachwissenschaft hervor.
Seine Veröffentlichung zur litauischen Phonetik ist grosso modo den Studien des preußisch-litauischen Forschers Friedrich Kurschat entnommen, mit dem Saussure im August 1880 für zwei Wochen durch Litauen reiste und dessen Bücher Saussure gelesen hatte. Saussure, der in Leipzig ein Semester lang einige Grundzüge der litauischen Grammatik studiert hatte, die Sprache aber nicht beherrschte, war also auf Kurschat angewiesen. Dennoch gelangen ihm in der Folge der Untersuchungen anhand des Litauischen bahnbrechende Erkenntnisse. In seinem Mémoire sur le système primitif des voyelles dans les langues indo-européennes (1879) rekonstruierte Saussure das indogermanische Vokalsystem. Er versuchte zu zeigen, dass die späturindogermanischen Laute *a, *ā, *o und *ō in vielen Fällen aus einem *e in Kombination mit zwei – wie Saussure es nannte – „sonantischen Koeffizienten“ (coefficients sonantiques) entstanden waren. Über die lautlichen Eigenschaften dieser postulierten Koeffizienten machte er keine weiteren Angaben.
Der dänische Sprachforscher Hermann Møller vermutete, dass es sich bei diesen Koeffizienten um Laryngale handele. Der polnische Sprachwissenschaftler Jerzy Kuryłowicz wies im Jahr 1929 nach, dass das erst 1915, zwei Jahre nach Saussures Tod, entzifferte Hethitische einen der postulierten Laute aufwies.  Im Lauf des 20. Jahrhunderts setzte sich die im Prinzip von de Saussure konzipierte Laryngaltheorie allgemein durch.

### Allgemeine Sprachwissenschaft
Saussure gilt als Begründer der modernen Linguistik und des sprachwissenschaftlichen Strukturalismus. Seine Schüler Charles Bally und Albert Sechehaye veröffentlichten drei Jahre nach Saussures Tod den Cours de linguistique générale (zu Deutsch Grundfragen der allgemeinen Sprachwissenschaft). Der Cours entwickelt eine allgemeine Theorie der Sprache als Zeichensystem.

#### Langue und Parole
Saussure unterscheidet bei der Sprache drei Aspekte, die er mit drei unterschiedlichen Ausdrücken bezeichnet:
- Langage ist dabei die menschliche Sprache als solche, das biologische Vermögen des Menschen zu sprechen;
- Langue verweist auf eine Sprache im Sinne einer bestimmten Einzelsprache wie Französisch oder Deutsch, als ein abstraktes System von Regeln, aber auch auf innersprachliche Systeme (Lautsprache – Gebärdensprache);
- Parole ist das Sprechen, der konkrete Sprachgebrauch

Der Begriff langage bezeichnet die menschliche Sprache als vortheoretischen Phänomenbereich, also so, wie sie den Sprechern in der Sprechtätigkeit begegnet. Demgegenüber ist die langue als theoretischer Sprachbegriff zu verstehen. Die langue kann also als sprachwissenschaftliche Perspektive begriffen werden, unter der die langage betrachtet wird.
Langue hat eine soziale und eine individuelle Dimension: In ihrer sozialen Dimension (fait social) ist langue eine intersubjektiv geltende gesellschaftliche Institution, ein sozial erzeugtes und in den Köpfen der Sprecher aufgehobenes, konventionelles System sprachlicher Gewohnheiten. In ihrer individuellen Dimension ist sie mentales depôt bzw. magasin (etwa: Lager) einer subjektiv internalisierten Einzelsprache.
Auch der Begriff der parole hat eine soziale und eine individuelle Seite. Er bezeichnet einmal den konkreten Sprechakt, also die individuelle Realisierung der langue durch den jeweils einzelnen Sprecher (hic et nunc) gebundene, raum-zeitliche Realisierung des Systems. Zugleich ist die parole aber in ihrer sozialen Dimension der Ort der Genesis und Veränderung der langue.
Langue und parole stehen also in einem Verhältnis der wechselseitigen Bedingtheit: Auf der einen Seite gibt es nichts in der langue, das nicht durch die parole zuvor in sie gelangt wäre. Andererseits ist die parole nur möglich aufgrund jenes sozialen Produktes, das langue heisst.

#### Die Authentizität desCours
Die beiden Herausgeber hielten sich an Mitschriften aus Saussures Vorlesungen. Allerdings hatten sie nicht selbst an jenen Vorlesungen teilgenommen. Textkritische Untersuchungen haben gezeigt, dass der Wortlaut zentraler Thesen des Cours sich in den Nachschriften nicht findet, sondern von den Herausgebern hinzugefügt wurde. Dazu gehört etwa der oft zitierte Satz, Sprache sei „eine Form, keine Substanz“. Erst in den 1950er Jahren entwickelte sich eine quellenkritische Forschung, die sich seither darum bemüht, Saussures fragmentarischen Nachlass zu erschliessen.

## Ludwig Jägers Saussure-Deutung
Eine vom Cours de linguistique générale stark abweichende Darstellung der Lehren Saussures vertritt der deutsche Sprachwissenschaftler Ludwig Jäger mit seiner „transzendental-hermeneutischen“ Lesart. Jäger rekonstruiert Saussures Ansichten nicht anhand des Cours, sondern aufgrund nachgelassener Manuskripte, in denen nach seiner Auffassung „der authentische Saussure“ zu finden sei. In der internationalen Saussure-Forschung stellt Jägers Auffassung eine einzelne Interpretation neben anderen dar, die nicht als allgemein akzeptiert gelten kann.

### Zeichen und Zeichensynthese
Während im Cours noch der Begriff des signe (‚Zeichen‘) Verwendung findet und (in Kongruenz mit der frühromantischen Diskussionen hierüber, insbesondere mit Novalis) die mentale und lautliche Seite sprachlicher Zeichen als Signifikat („signifié“ = Bezeichnetes, Zeicheninhalt) und Signifikant („signifiant“ = Bezeichnendes, Bezeichnung, äussere Zeichenform) unterschieden werden, verwendet Saussure diese Begriffe in den von Jäger herangezogenen Manuskripten nicht. Hier prägt er für das Ganze des Zeichens den Begriff des Sème, für die lautliche Hülle des Sème den des Aposème sowie den des Parasème für den mentalen Zeichenaspekt.
Der Begriff des Sème bezeichnet dabei stets das „Ganze des Zeichens, Zeichen und Bedeutung in einer Art Persönlichkeit vereint“ und soll die Vorherrschaft entweder der lautlichen oder der gedanklichen Seite beseitigen. Auch die Begriffe Parasème und Aposème bezeichnen nicht die Teile eines Sème, sondern Aspekte desselben. Diese Aspekte sind keine dem Sème logisch vorausliegenden, unterscheidbaren Einheiten, die dann lediglich während des Sprechens zusammengesetzt werden. D. h., es werden nicht lediglich bereits mental vorhandene Bedeutungen mit ebenfalls vorhandenen Lauten verknüpft. Sprache bildet nicht Gedanken ab. Sie erschafft sie vielmehr: Erst im Akt des Sprechens, der Artikulation, vollzieht sich die Verbindung (Synthese) eines vorsprachlichen und daher chaotischen und gleichsam spurlos vorüberziehenden Denkens mit der lautlichen Substanz. Dieser Vorgang vollzieht sich in der Zeit, also linear: Worte werden nacheinander geäußert.
Lautlicher und gedanklicher Aspekt des Zeichens lassen sich so immer nur im Nachhinein ihrer Entstehung, der Zeichensynthese, unterscheiden. Das dort erzeugte Ganze des Zeichens, das Sème, ist notwendige Bedingung seiner beiden Seiten. Aposème und Parasème sind keine autonomen Bestandteile des Sème, sondern lediglich Gesichtspunkte, unter denen dieses von Sprachwissenschaftlern betrachtet werden kann. Sie sind für Saussure mit einem Blatt Papier vergleichbar: das Denken ist die Vorderseite, der Laut die Rückseite. So wenig wie man die Vorderseite zerschneiden kann, ohne zugleich die Rückseite zu zerschneiden, so wenig kann der Gedanke vom Laut getrennt werden.

### Zeichen und Bedeutung
Bedeutung ist für Saussure nichts der Zeichensynthese logisch Vorausgehendes, sondern wird konkret im sozialen Austausch, in der Zeichensynthese erzeugt. Welche Bedeutung einem Zeichen zukommt, verdankt sie dabei nicht etwa einer wie auch immer gearteten inneren Verbindung zwischen Zeichen und Bezeichnetem. Es gibt keine im Zeichen selbst liegende Qualität, die eine bestimmte Bedeutung rechtfertigen könnte. Dieses von Saussure sogenannte Prinzip der Arbitrarität sprachlicher Zeichen wird im Deutschen unglücklich mit Beliebigkeit bzw. Willkür übersetzt. Das Arbitraritätsprinzip beschreibt aber gerade nicht eine freie Wählbarkeit des Zeichens im Hinblick auf eine bestimmte bezeichnende Funktion. Gemeint ist die Freiheit des Zeichens, das durch keine in ihm selbst liegende und der Zeichensynthese vorausliegende Eigenschaft an eine bestimmte Bedeutung gebunden ist. Dies lässt sich sowohl an dem Umstand ablesen, dass verschiedene Sprachen verschiedene Zeichen für gleiche Bedeutungen verwenden, als auch daran, dass sich die Bedeutung von Zeichen mit der Zeit verändert.
Bedeutung ist keine (ontologische) Eigenschaft von Zeichen, sondern ein Effekt ihrer Verwendung durch die Sprachgemeinschaft, insofern die Parole der ausschliessliche Ort der Hervorbringung sprachlichen Sinnes ist. Zugleich verdankt sie sich dem Umstand, dass Sprachzeichen Teile eines Systems (der langue) sind, innerhalb dessen jedes Zeichen von allen anderen Zeichen unterscheidbar ist. Die sprachliche Form gewinnt erst dadurch Bedeutung, dass sie in systematischer Korrelation zu anderen Formen steht. Ein Zeichen wird also in seiner Bedeutung nicht aus sich heraus und damit positiv, sondern durch seine Differenz zu anderen Zeichen bestimmt. Bedeutung kommt mit Saussure „immer von der Seite“, also durch die Opposition zu anderen Zeichen. Er spricht daher von der Wertlosigkeit des – in sich bedeutungslosen – Zeichens an sich („nullité du sème en soi“). Diesen systemischen Aspekt der differenzlogischen Bestimmung von Bedeutung bezeichnet Saussure als valeur, als systemischen Wert des Zeichens.
Voraussetzung dieser Zeichenbestimmung ist neben dem Prinzip der Arbitrarität die Linearität der Lautsubstanz bzw. der Artikulation. Erst das zeitlich differentielle Nacheinander, die Zergliederung des Gedankens in der Artikulation, schafft die Voraussetzung für die Abgrenzbarkeit und Unterscheidbarkeit sprachlicher Einheiten und damit auch die Voraussetzung für ihre Identifizierbarkeit.

### Kontinuität und Transformation
Der gleichermassen individuelle wie soziale Charakter der langue als subjektiver Sprachschatz auf der einen und überindividuelles System sprachlicher Gewohnheiten auf der anderen Seite und ihre Verankerung in der parole als Ort der dialogischen Sinngenese sind es, aus denen die von Saussure bestimmten Prinzipien des Lebens der Sprache in der Zeit resultieren. Diese Prinzipien muten zunächst widersprüchlich an: Charaktereigenschaft der Sprache nämlich ist so sehr ihre Kontinuität in der Zeit wie ihre fortwährende Transformation.
Eines von Saussure eingeführten Prinzipien ist die Unterscheidung zwischen diachroner und synchroner Sprachwissenschaft. Während die Kontinuität der Sprache, also ihr Ist-Zustand, als bestimmtes Sprachstadium zu einer bestimmten Zeit als synchronische Ebene bezeichnet wird, nimmt die diachrone Ebene die Veränderung der Sprache in der Zeit in den Blick. Methodisch sind diese beiden Ebenen in der sprachwissenschaftlichen Praxis strikt voneinander zu trennen. Tatsächlich aber sind beide dicht ineinander verwoben: Der Aspekt der Kontinuität der Sprache adressiert Sprache zum einen als soziale und historische Tatsache. Die – in der Philosophie oft gestellte – Frage nach dem Sprachursprung, also nach einem Prozess der ursprünglichen Benennung von Welt, stellt sich für Saussure nicht, denn die Idee einer ursprünglichen Aushandlung von Bezeichnungen setzt eine begrifflich erschlossene Welt und damit die Existenz von Sprache immer schon voraus.
Zum anderen ist die Kontinuität der Sprache Möglichkeitsbedingung der Verständigung überhaupt, die stets an – in Synchronie befangene – Sprecherbewusstseine, an zu einem bestimmten Zeitpunkt intersubjektiv geteilte Sinnhorizonte und Bedeutungszuschreibungen geknüpft ist. Die Kontinuität der Sprache ist also Grundlage ihres sozialen Charakters. Eben jener soziale Charakter, also der Umstand, dass Sprecher fortwährend und gemeinsam mit Sprache umgehen, aber ist es, dem sich zugleich die permanente Verwandlung der Sprache verdankt. Die Bewegung der Sprache – systemisch gesprochen: die fortwährende Neujustierung des relationalen Systems langue – ist unstillbar und unausgesetzt. Sie wird jedoch in aller Regel von den Sprechern nicht wahrgenommen. Das Wesen der Sprache ist daher – mit einem Wort des Sprachwissenschaftlers Christian Stetters – das der Fluktuanz: das einer „nicht seienden sondern beständig werdenden und insofern sich kontinuierlich verändernden Substanz.“

## Schriften
- Grundfragen der allgemeinen Sprachwissenschaft. De Gruyter, Berlin 1967. (Übersetzung der französischen Originalausgabe von 1916 Herman Lommel aus dem Jahr 1931, seit der 2. Auflage 1967 mit neuem Register und einem Nachwort von Peter von Polenz; 3. Auflage ebenda 2001 mit einem Nachwort von Peter Ernst, ISBN 3-11-017015-9.)
- Cours de linguistique générale. Zweisprachige Ausgabe französisch-deutsch, mit einer Einleitung, Anmerkungen und Kommentar, hrsg. von Peter Wunderli. Narr, Tübingen 2013, ISBN 3-8233-6761-7.
- Écrits de linguistique générale. Hrsg. von Simon Bouquet, Rudolf Engler und Antoinette Weil. Gallimard, Paris 2002, ISBN 2-07-076116-9.
- Wörter unter Wörtern. Die Anagramme von Ferdinand de Saussure. Hrsg. und kommentiert von Jean Starobinski. Übers. Henriette Beese. Ullstein, Frankfurt am Main / Berlin / Wien 1980. (Original: Les Mots sous les mots. Les anagrammes de Ferdinand de Saussure. Gallimard, Paris 1971.)
- Linguistik und Semiologie. Notizen aus dem Nachlass. Texte, Briefe und Dokumente. Gesammelt, übersetzt und eingeleitet von Johannes Fehr. Suhrkamp, Frankfurt am Main. Gebundene Erstausgabe: Frankfurt: Suhrkamp 1997 (Fehrs Einleitung bereits 1995 als Preprint 23 des Max-Planck-Instituts für Wissenschaftsgeschichte Berlin), Suhrkamp Taschenbuch Wissenschaft 2003 ISBN 3-518-29250-1.
- Wissenschaft der Sprache. Neue Texte aus dem Nachlass. Hrsg. und mit einer Einleitung versehen von Ludwig Jäger. Übersetzt und textkritisch bearbeitet von Elisabeth Birk und Mareike Buss. Suhrkamp, Frankfurt am Main 2003, ISBN 3-518-29277-3.